# Jabari Parker
Jabari Ali Parker (Chicago, Illinois, Estats Units, 15 de març de 1995) és un jugador de bàsquet professional estatunidenc que forma part de la plantilla del Futbol Club Barcelona de la lliga ACB i Eurolliga. El jugador, amb 2,01 metres d’alçada porta el dorsal 22 a l’esquena i acostuma a jugar en la posició d’aler pivot.
L’any 2014, va ser seleccionat amb el pick número dos al draft de l’NBA pels Milwaukee Bucks des de la universitat de Duke. Va jugar a 6 equips diferents en 8 temporades a l’NBA. Finalment, el 2023 Jabari va firmar pel seu equip actual, el Futbol Club Barcelona.

## Trajectòria

### Universitat
A l'acabar l’institut, Parker va rebre diferents ofertes d’universitats, entre elles les de Florida, Michigan State, Stanford o BYU. Finalment, es va acabar decantant per Duke, una universitat a Durham, Carolina del nord, d’on han sortit jugadors com Luol Deng o Kyrie Irving. Durant la temporada 2013-2014, la seva primera temporada amb els Blue Devils, Jabari va ser nominat com a All American i Freshman (debutant) Nacional de l’any per USBWA.

### Carrera Profesional

#### Milwaukee Bucks

##### Temporada 2014-2015
El 26 de juny de 2014, Jabari Parker va ser seleccionat pels Milwaukee Bucks a la primera ronda del draft de l'NBA amb el pick número dos. Unes hores abans de ser draftejat, Parker va ser el segon jugador del draft de 2014 en signar un contracte de sabates, en firmar un contracte amb Air Jordan. Abans d’ell, el jugador australià Dante Exum havia signat un contracte amb Adidas.
El 9 de juliol de 2014, Jabari Parker va firmar el contracte amb els Milwaukee Bucks i va passar a formar part de la seva plantilla. Va unir-se a l’equip durant l'NBA summer league de 2014 on va debutar en el seu primer partit amb el seu primer equip professional contra els Cleveland Cavaliers. En aquell partit, contra el pick número 1 del draft Andrew Wiggins, Parker va anotar 17 punts amb un 5 d'11 en tirs de camp i va agafar 9 rebots. Durant els 5 partits que va jugar Parker en l'NBA summer league va jugar 28,6 minuts per partit promitjar de 15,6 punts, 8,2 rebots, 1,4 assistències i 1,2 intercepcions.
El 29 d’octubre de 2014, Parker va debutar a l’NBA en el primer partit de la temporada dels Milwaukee Bucks contra Charlotte Hornets. En quasi 37 minuts començant de titular, Parker va registrar 8 punts, 4 rebots, 1 assistència i 1 intercepció en la derrota dels Bucks 108-106 a la pròrroga.
Dos dies després, els Bucks jugaven el seu primer partit a casa on van guanyar contra els Philadelphia 76ers 93-81. Aquella nit, Parker va registrar el seu primer doble-doble amb 11 punts i deu assistències.
Més tard, el 19 de novembre d’aquell mateix any, l’estatunidenc va anotar 23 punts, el que seria el seu màxim de punts en un partit aquella temporada, després d’haver guanyat als Brooklyn Nets 122-118 en un partit que va acabar després de tres pròrrogues. Aquell mateix mes d'octubre/novembre, Parker seria nominat al rookie del mes de la conferència est, després de liderar el rànquing de rookies en anotació amb 11,9 punts per partit, i de quedar segon en el rànquing de rebotejador i interceptador, amb 6,1 rebots per partit i 1,33 intercepcions per partit.
El 15 de desembre de 2014, en un partit contra els Phoenix Suns, Jabari Parker va patir una lesió en el lligament creuat anterior que acabaria amb la seva temporada.

##### Temporada 2015-2016
Durant l’inici d’aquesta temporada, Parker continuava lesionat. No va ser fins al 4 de novembre de 2015 que Jabari Parker va tornar a jugar en un partit contra els Philadelphia 76ers. El 12 de desembre del 2015, Parker va registrar 19 punts, 7 rebots, 1 assistència i 2 intercepcions en una victòria contra els Golden State Warriors que va trencar la seva ratxa de 24 partits sense perdre.
El 27 de gener del 2015 Parker va ser escollit per a l'NBA rising stars, el partit es va jugar el 12 de febrer i el resultat va acabar sent 157-154 a favor de l’equip de Parker. Jabari va registrar 12 punts i 5 assistències en quasi 24 minuts.
El 29 de febrer els Bucks van jugar un partit contra Houston Rockets on Jabari va marcar un nou rècord personal anotant 36 punts en un partit que va acabar 121-128 a favor de Milwaukee.

##### Temporada 2016-2017
Durant l’inici d’aquesta temporada Parker estava promitjant en 33,9 minuts, 20,1 punts, 6,2 rebots, 2,8 assistències i 1 intercepció. Era el segon màxim anotador de l’equip i estava marcant un nou rècord personal, s’havia consolidat com a peça clau de l’equip sortint en 50 dels 51 partits que havien jugat fins al moment de titular, però el 9 de febrer de 2017, Parker va tornar a patir una lesió de lligament creuat anterior en el mateix genoll on ja l’havia patit abans en 2014, aquella lesió el va deixar fora la resta de la temporada i s’estimava que estaria tot un any sencer fora dels terrenys de joc.

##### Temporada 2017-2018
El 18 de desembre del 2017, Parker va tornar de la lesió de lligament creuat, però en comptes de tornar amb el primer equip, els Milwaukee Bucks van posar a Jabari Parker a jugar amb els Wisconsin Herd, el seu equip de l'NBA G-League. Tot i que després de dos entrenaments parker va tornar a ser cridat pel primer equip el 19 de desembre. Tot i això, Parker no va tornar a jugar un partit fins al 2 de febrer de 2018, en un partit contra els New York Knicks on Parker va anotar 12 punts en 15 minuts.
L'1 d’abril Jabari va fer el seu rècord de punts de la temporada, va anotar 35 punts i va agafar 10 rebots en un partit contra els Denver Nuggets que va acabar a la 125-128 a favor dels Nuggets. Va ser el primer partit en què Parker va jugar més de 30 minuts després de tornar de la seva lesió.
El 14 de juliol de 2018 Parker va firmar un contracte de 40 milions per dues temporades amb els Chicago Bulls després de no acceptar l’oferta dels Milwaukee Bucks per estendre el contracte.

#### Chicago Bulls

##### Temporada 2018-2019
Parker va debutar amb els Bulls el 18 d’octubre en un partit contra els Philadelphia 76ers que va acabar 108-127 a favor dels 76ers, Jabari va registrar 15 punts i 5 rebots en 25 minuts. El 21 de novembre Parker es va quedar a dues assistències de fer el seu primer triple doble en un partit contra els Phoenix Suns. El partit va acabar 116-124 a favor dels bulls i Parker va registrar 20 punts, 13 rebots i 8 assistències. La puntuació més alta que va fer aquella temporada va ser de 22 punts el 29 de gener contra els Brooklyn Nets.

#### Washington Wizards
El 6 de febrer Jabari Parker va ser traspassat als Washington Wizards amb Bobby Portis i una segona ronda del draft de 2023 a canvi d'Otto Porter. Parker va superar un nou rècord personal amb 15 rebots el 27 de març contra els Phoenix Suns, en aquell partit va anotar 28 punts, el que va ser la seva puntuació més alta aquella temporada. Els Washington van rebutjar l'opció de tenir a Parker una temporada més el que deixaria a Parker com a agent lliure.

#### Atlanta Hawks

##### Temporada 2019-2020
L'11 de juliol de 2019 Parker va firmar amb els Atlanta Hawks un contracte de 13 milions per dues temporades. El 27 de novembre Parker va registrar la seva puntuació més alta aquella temporada, 33 punts, 14 rebots, 5 assistències i dues intercepcions en un partit contra Milwaukee Bucks que van acabar perdent 102-111.
El 6 de febrer de 2020, Jabari Parker va ser traspassat a Sacramento Kings junt amb Alex Len a canvi de Dewayne Dedmon, un Pick de la segona ronda del Draft de 2020 i un Pick de la segona ronda del draft de 2021.
Jabari no va jugar amb Sacramento durant febrer i inicis de març, aleshores, l'11 de març l'NBA suspendre degut a la covid, la qual no es va poder reprendre fins al 30 de juliol.
El 13 d’agost de 2020, Jabari va anotar 19 punts contra Los Angeles Lakers, el que seria la seva puntuació més alta aquella temporada. El partit va acabar 136-122 a favor de Sacramento.

##### Temporada 2020-2021
Jabari Parker va jugar només tres partits amb Sacramento abans de ser exclòs de l’equip el 25 de març de 2021. En aquells tres partits la seva puntuació més alta va ser de 6 punts contra els Milwaukee Bucks.

#### Boston Celtics
El 16 d’abril, Parker va firmar un contracte amb els Boston Celtics. El primer partit amb el seu nou equip va anotar 11 punts contra els Golden State Warriors en un partit que va acabar 119-114 amb victòria dels Celtics. Encara que la seva puntuació més alta aquella temporada va ser contra els New York Knicks el 16 de maig, Parker va anotar 16 punts encara que no van ser suficients perquè els Celtics guanyessin, ja que van acabar perdent 92-96.

##### Temporada 2021-2022
El 17 d’octubre del 2021, els Celtics van excloure a Parker de l’equip, encara que tres dies després, el 20 d’octubre el van tornar a firmar.
El 25 d’octubre, Parker va registrar la seva millor puntuació en el que seria la seva última temporada a l'NBA. Va anotar 13 punts en un partit contra els Charlotte Hornets que va acabar 140-129 a favor dels Celtics.
El 2 de gener de 2022, Parker va jugar el seu últim partit a l'NBA, va jugar 7 minuts i va agafar 3 rebots en un partit que va acabar 116-111 amb victòria dels Boston Celtics contra els Orlando Magic.
El 7 de gener de 2022, els Cèltics van excloure a Parker del seu equip un altre cop.

#### Futbol Club Barcelona

##### Temporada 2023-2024
El 30 de juny de 2023, Parker va firmar un contracte d’un any amb el Futbol Club Barcelona, un equip de la Lliga ACB i la Eurolliga. El 24 de setembre de 2023, Parker va debutar amb el Barça sent el màxim anotador del seu equip anotant 13 punts en 11 minuts en una victòria contra el Joventut de Badalona que va acabar 95-79.
Parker va esdevenir un jugador clau en el seu equip promitjant 10,6 punts en la Eurolliga i 12,4 en la Lliga ACB. El 2 de juny Parker va registrar la seva puntuació amb el Barça, va anotar 27 punts contra el Real Madrid en el tercer partit de les semifinals de la Lliga Endesa, el partit va acabar 92-95 a favor del Madrid. El 24 d’abril de 2024, Parker va firmar una extensió amb el Futbol Club Barcelona fina a 2026.

##### Temporada 2024-2025
El 16 de març de 2025, Jabari va registrar la seva puntuació més alta aquella temporada anotant 28 punts en un partit contra el Mora Banc Andorra que va acabar en victòria per 91-113. Aquesta segona temporada Parker a promitjat 13 punts en la lliga ACB i 13,8 a l'Eurolliga.

#### Estadístiques de la seva carrera en l'NBA[editar código · editar]
| Llegenda |                             |     |                          |         |                             |  |  |
| PJ       | Partits jugats              | PT  | Partits de titular       | MPP     | Minuts per partit           |  |  |
| %TC      | Percentatge de tirs de camp | %3P | Percentatge de tirs de 3 | %TL     | Percentatge de tirs lliures |  |  |
| RPP      | Rebots per partit           | APP | Assistències per partit  | INT     | Intercepcions per partit    |  |  |
| TPP      | Taps per partit             | PPP | Punts per partit         | Negrita | Rècord de la seva carrera   |  |  |

##### Temporada regular[editar código · editar]
| Any     | Equip      | PJ  | PT  | MPP  | %TC  | %3P  | %TL   | RPP | APP | ROB | TPP | PPP  |
| 2014-15 | Milwaukee  | 25  | 25  | 29.5 | .490 | .250 | .697  | 5.5 | 1.7 | 1.2 | .2  | 12.3 |
| 2015-16 | Milwaukee  | 76  | 72  | 31.7 | .493 | .257 | .768  | 5.2 | 1.7 | .9  | .4  | 14.1 |
| 2016-17 | Milwaukee  | 51  | 50  | 33.9 | .490 | .365 | .743  | 6.2 | 2.8 | 1.0 | .4  | 20.1 |
| 2017-18 | Milwaukee  | 31  | 3   | 24.0 | .482 | .383 | .741  | 4.9 | 1.9 | .8  | .3  | 12.6 |
| 2018-19 | Chicago    | 39  | 17  | 26.7 | .474 | .325 | .731  | 6.2 | 2.2 | .6  | .4  | 14.3 |
| 2018-19 | Washington | 25  | 0   | 27.3 | .523 | .296 | .684  | 7.2 | 2.7 | .9  | .6  | 15.0 |
| 2019-20 | Atlanta    | 35  | 23  | 26.2 | .504 | .270 | .736  | 6.0 | 1.8 | 1.3 | .5  | 15.0 |
| 2019-20 | Sacramento | 6   | 0   | 13.3 | .583 | .250 | .889  | 3.8 | 1.7 | .5  | .2  | 8.5  |
| 2020-21 | Sacramento | 3   | 0   | 9.0  | .571 | .000 | —     | 2.0 | .3  | .0  | .3  | 2.7  |
| 2020-21 | Boston     | 10  | 0   | 13.8 | .542 | .200 | .769  | 3.6 | 1.0 | .1  | .4  | 6.4  |
| 2021-22 | Boston     | 12  | 0   | 9.3  | .474 | .500 | 1.000 | 2.3 | .5  | .3  | .1  | 4.4  |
| Total   | Total      | 310 | 190 | 27.5 | .494 | .326 | .743  | 5.5 | 2.0 | .9  | .4  | 14.1 |

##### Playoffs[editar código · editar]
| Any   | Equip     | PJ | PT | MPP  | %TC  | %3P  | %TL  | RPP | APP | ROB | TPP | PPP  |
| 2018  | Milwaukee | 7  | 0  | 23.9 | .452 | .316 | .615 | 6.1 | 1.4 | 1.0 | .6  | 10.0 |
| 2021  | Boston    | 4  | 0  | 14.8 | .619 | .400 | .750 | 3.8 | .5  | .0  | .8  | 8.5  |
| Total | Total     | 11 | 0  | 20.5 | .494 | .333 | .667 | 5.3 | 1.1 | .6  | .6  | 9.5  |

#### Estadístiques en Europa[editar código · editar]

##### Euroliga[editar código · editar]
| Any     | Equip     | PJ | PT | MPP  | %2P  | %3P  | %TL  | RPP | APP | ROB | TPP | PPP  | PIR |
| 2023–24 | Barcelona | 38 | 20 | 24.0 | .511 | .381 | .767 | 4.2 | 0.7 | .6  | 0.4 | 10.6 | 9.6 |
| Total   | Total     | 38 | 20 | 24.0 | .511 | .381 | .767 | 4.2 | 0.7 | .6  | 0.4 | 10.6 | 9.6 |

##### Lliga ACB[edit]
| Any     | Equip     | Lliga | PJ | MPP  | 2P%  | 3P%  | FT%  | RPP | APP | ROB | TPP | PPP  |
| 2023–24 | Barcelona | ACB   | 38 | 21.7 | .503 | .412 | .841 | 3.2 | .7  | .7  | .3  | 12.4 |